# タカミヤ (大阪府)
株式会社タカミヤ（英: Takamiya Co., Ltd.）は、大阪市北区に本社を置く日本の企業。建設用の足場、軽仮設機材の開発、製造、販売、レンタル、設計、施工を一貫して行う。

## 沿革
- 1969年6月 - 株式会社新関西設立。
- 1984年11月 - 子会社として（旧）エスアールジータカミヤ株式会社を設立。
- 1987年12月 - （旧）エスアールジータカミヤ株式会社を吸収合併し、エスアールジータカミヤ株式会社（SRGタカミヤ）に商号変更。
- 2005年6月 - ジャスダック上場（2008年1月上場廃止）。
- 2007年12月 - 東京証券取引所2部上場。
- 2010年9月 - ホリー株式会社を完全子会社化。
- 2014年12月 - 東京証券取引所1部に指定替え。
- 2018年1月 - ホリー株式会社を吸収合併。
- 2019年4月1日 - 株式会社タカミヤに商号変更[1]。

## 取扱製品
仮設機材販売、仮設機材レンタル、環境機材、住宅用建材／構造機材
- 次世代足場　Iqシステム
- パネル式吊り棚足場　スパイダーパネル
- 移動昇降式足場　リフトクライマー
- システム構台　YTロックシステム
- ユニット支保工　スタンディングベア
- ホリー式座屈拘束ブレース　オクトブレース
- グリーンハウス　Gキャッスル